# Lepas australis
Lepas australis es una especie de percebe escalpelomorfo de la familia Lepadidae. Se encuentra en Nueva Zelanda.